# Naczelne Dowództwo Połączonych Sił Sojuszniczych NATO w Europie ACE
Naczelne Dowództwo Połączonych Sił Sojuszniczych NATO w Europie (ang. Allied Command Europe ACE) – nieistniejące już jedno z dowództw strategicznych NATO.
Kwatera Główna Naczelnego Dowództwa Połączonych Sił Sojuszniczych NATO w Europie  mieściła się w Rocquencourt we Francji, a potem przeniesiona została do Mons w Belgii.
Na czele dowództwa stał naczelny dowódca sojuszniczy w Europie SACEUR.

W listopadzie 2002 przyjęto deklarację o reorganizacji struktur dowodzenia NATO. Na bazie Dowództwa Połączonych Sił Sojuszniczych NATO w Europie powstało Dowództwo Sił Sojuszniczych NATO ds. Operacji ACO.

## Formowanie i zmiany organizacyjne
W kwietniu 1951 generał Dwight Eisenhower podpisał rozkaz powołujący Naczelne Dowództwo Połączonych Sił Sojuszniczych NATO w Europie (ACE). Kwatera Główna Naczelnego Dowództwa Połączonych Sił Sojuszniczych NATO w Europie (Supreme Headquarters Allied Powers Europe (SHAPE) rozmieszczona została na terytorium Francji w Rocquencourt. Jej strukturę oparto na organizacji amerykańskiego sztabu. W początkowym okresie liczyła 183 oficerów delegowanych z 9 krajów. W związku z utworzeniem nowej organizacji, rozwiązano regionalne grupy planowania Europy Zachodniej, Europy Północnej, Europy Południowej i zachodniej części Morza Śródziemnego. Ich zadania przejęły:
- Dowództwo Połączonych Sił Sojuszniczych Europy Północnej (Allied Forces North Europe (AFNORD)
- Dowództwo Połączonych Sił Sojuszniczych Europy Centralnej (Allied Forces Central Europe (AFCENT)
- Dowództwo Połączonych Sił Sojuszniczych Europy Południowej (Allied Forces South Europe (AFSOUTH)

W 1951 zasadę podziału terytorialnego zastosowano w stosunku do Północno i Południowoeuropejskiego TDW. Ze względu na duże różnice stanowisk pomiędzy USA, Wielką Brytanią i Francją, a dotyczące relacji i podległości sił na Centralnym TDW, dowodził nim osobiście generał Eisenhower.  Na tym TDW podlegali mu bezpośrednio:
- dowódca Połączonych Sił Powietrznych Europy Centralnej (CINCAIRCENT)
- dowódca Połączonych Sił Lądowych Europy Centralnej (CINCLANDCENT)
- flagowy oficer Europy Centralnej (FLAGCENT)

W późniejszych latach strukturę militarną systematycznie poprawiano i dopasowywano do zmieniającej się rzeczywistości. W 1953 nastąpiła pierwsza restrukturyzacja. Powołano Dowództwo Połączonych Sił Sojuszniczych Morza Śródziemnego AFMED. Odtworzono też Dowództwo Połączonych Sił Sojuszniczych Europy Centralnej AFCENT. Podporządkowane zostały mu:
- Dowództwo Połączonych Sił Powietrznych
- Dowództwo Połączonych Sił Morskich
- Dowództwo Połączonych Sił Lądowych Europy Centralnej

Wycofanie się Francji ze struktur militarnych NATO spowodowało kolejne zmiany w strukturach dowodzenia. Stanowiska zajmowane przez personel francuski zostały zastąpione przez personel pozostałych państw członkowskich. W Kwaterze Głównej Naczelnego Dowódcy Połączonych Sił Sojuszniczych NATO w Europie (SHAPE) straciło stanowiska czterech generałów francuskich, a do 1968 zlikwidowano stanowiska zastępców do spraw lotnictwa i marynarki wojennej, a także zastępcy do spraw broni atomowej.

Obsada stanowisk w 1968
- SACEUR (USA) – generał czterogwiazdkowy
  - zastępca dowódcy (WB) – generał czterogwiazdkowy
  - szef sztabu (USA) – generał czterogwiazdkowy
    - zastępca szefa sztabu ds. planowania i operacji (RFN) – generał trzygwiazdkowy
      - asystent szefa sztabu ds. wywiadu (WB) – generał dwugwiazdkowy
      - asystent szefa sztabu ds. logistyki (Belgia) – generał dwugwiazdkowy
      - asystent szefa sztabu ds. operacji (USA) – generał dwugwiazdkowy
      - asystent szefa sztabu ds. łączności (RFN) – generał dwugwiazdkowy

    - zastępca szefa sztabu ds. logistyki i administracji (Włochy) – generał trzygwiazdkowy
      - asystent szefa sztabu ds. personalnych i administracji (RFN) – generał dwugwiazdkowy
      - asystent szefa sztabu ds. planów i strategii (USA) – generał dwugwiazdkowy
      - szef budżetu i finansów (Belgia) – generał dwugwiazdkowy
      - asystent szefa sztabu ds. informatyki (WB) – generał dwugwiazdkowy

Struktura ACE w latach 1975–1994:
- Naczelne Dowództwo Połączonych Sił Sojuszniczych NATO w Europie – Mons w Belgii
  - Dowództwo Połączonych Sił Sojuszniczych Europy Północnej – Kolsas w Norwegii
  - Dowództwo Połączonych Sił Sojuszniczych Europy Centralnej – Brunssum w Holandii
  - Dowództwo Połączonych Sił Sojuszniczych Europy Południowej – Neapol we Włoszech
  - Dowództwo Sił Powietrznych Wielkiej Brytanii – High Wycombe w Wielkiej Brytanii

W następstwie szybko następujących zdarzeń, które zachodziły w Europie Wschodniej na początku lat dziewięćdziesiątych, NATO podjęło reformy, które umożliwiły adaptację Sojuszu do nowego środowiska bezpieczeństwa w Europie. W lipcu 1990 na szczycie NATO w Londynie zadeklarowano koniec „zimnej wojny” i zaproszono kraje Europy Wschodniej do budowania partnerskich stosunków.

Struktura ACE po restrukturyzacji w 1994:
- Naczelne Dowództwo Połączonych Sił Sojuszniczych NATO w Europie – Belgia
  - Siły Reagowania (Reaction Forces)
  - Dowództwo Połączonych Sił Sojuszniczych Europy Północno-Zachodniej – High Wycombe w Wielkiej Brytanii
  - Dowództwo Połączonych Sił Sojuszniczych Europy Centralnej – Brunssum w Holandii
  - Dowództwo Połączonych Sił Sojuszniczych Europy Południowej – Neapol we Włoszech
  - Dowódca Portugalskich Sił Powietrznych – Lizbona w Portugalii

We wrześniu 1999 wprowadzono kolejne zmiany w strukturze dowodzenia NATO. Naczelne Dowództwa Teatrów Wojny (MNCs) zastąpiono Strategicznymi Dowództwami, zaś Pośrednie Wyższe Podporządkowane Dowództwa (MSCs) zastąpiono Regionalnymi Dowództwami. Najniższe w hierarchii – Główne Podporządkowane Dowództwa (PSCs) przemianowano na Subregionalne Dowództwa (Dowództwa Komponentów
i Połączone Dowództwa Subregionalne). Nowa struktura nadal opierała się na geograficznym podziale obowiązków. Naczelne Dowództwo Połączonych Sił Sojuszniczych NATO w Europie (ACE) przeformowane zostało na Strategiczne Dowództwo Sił Sojuszniczych NATO w Europie (ACE). 
Organizacja ACE w 1999:
- Dowództwo Połączonych Sił Sojuszniczych NATO w Europie – Mons w Belgii
  - Dowództwo Połączonych Sił Sojuszniczych Europy Północnej (RC North) – Brunssum w Holandii
  - Dowództwo Połączonych Sił Sojuszniczych Europy Południowej (RC South) – Neapol we Włoszech

Po terrorystycznych atakach z 11 września 2001 NATO zdało sobie sprawę z faktu, że musi być zdolne do szybkiego rozmieszczenia zrównoważonych, elastycznych, dobrze uzbrojonych oddziałów gotowych do prowadzenia operacji w dowolnie oddalonym regionie. W listopadzie 2002, na szczycie w Pradze, przyjęto deklarację o reorganizacji i dalszym rozszerzeniu NATO. 12 czerwca 2003 ministrowie obrony NATO zaakceptowali nową strukturę dowodzenia Sojuszu. Ważnym elementem tej organizacyjnej zmiany była koncepcja oparcia systemu dowodzenia na kryteriach funkcjonalności, a nie na tradycyjnym podziale geograficznym. Nowa struktura została utworzona wokół dwóch dowództw strategicznych. Na bazie Dowództwa Połączonych Sił Sojuszniczych NATO w Europie powstało Dowództwo Sił Sojuszniczych NATO ds. Operacji:

## Dowódcy ACE
Funkcję naczelnego dowódcy połączonych sił zbrojnych NATO w Europie (Supreme Allied Commander Europe) od chwili powstania sojuszu pełnili wyłącznie wojskowi amerykańscy.
| Stopień, imię i nazwisko   | Objęcie funkcji      | Zakończenie pełnienia funkcji |
| -------------------------- | -------------------- | ----------------------------- |
| gen. Dwight D. Eisenhower  | 2 kwietnia 1951      | 30 maja 1952                  |
| gen. Matthew B. Ridgway    | 30 maja 1952         | 11 lipca 1953                 |
| gen. Alfred Gruenther      | 11 lipca 1953        | 20 listopada 1956             |
| gen. Lauris Norstad        | 20 listopada 1956    | 1 stycznia 1963               |
| gen. Lyman L. Lemnitzer    | 1 stycznia 1963      | 1 lipca 1969                  |
| gen. Andrew J. Goodpaster  | 1 lipca 1969         | 15 grudnia 1974               |
| gen. Alexander M. Haig     | 15 grudnia 1974      | 1 lipca 1979                  |
| gen. Bernard W. Rogers     | 1 lipca 1979         | 26 czerwca 1987               |
| gen. John R. Galvin        | 26 czerwca 1987      | 23 czerwca 1992               |
| gen. John M. Shalikashvili | 23 czerwca 1992      | 22 października 1993          |
| gen. George A. Joulwan     | 22 października 1993 | 11 lipca 1997                 |
| gen. Wesley K. Clark       | 11 lipca 1997        | 3 maja 2000                   |
| gen. Joseph W. Ralston     | 3 maja 2000          | 17 stycznia 2003              |
| gen. James L. Jones        | 17 stycznia 2003     | do restrukturyzacji           |